# Gruber Zoltán
Gruber Zoltán (Kalocsa, 1906. január 22. – Budapest, 1972. november 12.) belgyógyász, kardiológus.

## Élete
Gruber Gyula (1874–1937) orvos és Szigeth Margit (1883–1964) fiaként született. A Jászóvári Premontrei Kanonokok Kassai Főgimnáziumában kezdte középiskolai tanulmányait (1916). A Budapesti II. kerületi Érseki Katolikus Főgimnáziumban érettségizett (1924). 1930. december 13-án a budapesti Pázmány Péter Tudományegyetem Orvostudományi Karán avatták orvosdoktorrá. 
Oklevelének megszerzése után az I. sz. Belgyógyászati Klinika díjtalan gyakornoka, 1937. szeptember 1-től (1948-ig) fizetéstelen tanársegéde, 1949-től a Balatonfüredi Állami Kórház első igazgató főorvosa volt. Néhány éven belül megrendült egészségügyi állapota miatt visszatért a fővárosba. 1955-től haláláig az Országos Rheuma és Fiziotherápiás Intézet (ORFI) kardiológiai osztályának főorvosa, illetve a kórház igazgató-helyettese volt.
Főleg kardiológiai kérdésekkel (szívritmuszavarok, EKG-vizsgálatok) foglalkozott.
Halálát szívizomelhalás okozta. A Farkasréti temetőben helyezték nyugalomra.

### Családja
Felesége dr. Marno Sarolta (1910–1998) főorvos volt, lovag eichenhorsti Marno Tivadar és zsarnói Zsarnay Amália lánya, akivel 1942-ben kötött házasságot. Lányuk Gruber Sarolta.

## Művei
- A menstruatióval változó, ismeretlen okú vizenyő. Molnár Istvánnal. (Orvosi Hetilap, 1934, 40.)
- A konyhasóforgalom agyvelő-eredetűzavarairól. Molnár Istvánnal. (Orvosi Hetilap, 1935, 5.)
- A látszólag rövid A-v intervallumú és széles QRS complexumú elektrocardiogrammokról. (Orvosi Hetilap, 1937, 44.)
- Az EKG vizsgálata munkakísérletben. Debrecen, 1938
- A coronariakeringés zavara extrarenalis azotaemiában. (Orvosképzés, 1939, 3.)
- A szabályos szívverés elektrokardiographiai elváltozásainak klinikai értéke. (Orvosképzés, 1941, 2.)
- Az ingerképzés zavarai okozta arythmiákról. Budapest, 1942
- A coronaria insufficientia elektrokardiogrammjáról. (Orvosképzés, 1944, 2.)

## Díjai, elismerései
- Érdemes orvos (1954)